# Baurusuchoidea
Los baurusucoideos (Baurusuchoidea) sons una superfamilia de arcosaurios mesoeucocodrilianos notosuquianos, que vivieron desde finales del Cretácico hasta mediados del Mioceno. Sus restos se han encontrado en África, Subcontinente Indio y Sudamérica. Se lo define como el ancestro común de Sebecidae y Baurusuchidae.